# Лазидев мост
Лазидевият мост (на гръцки: Γεφύρι του Λαζίδη) е стар каменен мост в Егейска Македония, Гърция, в кушнишкото село Подгоряни (Подохори).
Мостът се намира в центъра на Подгоряни, на метри след училището, на пътя, който свързва двете махали на селото. Преодолява централния поток на селото Криорема (Лакос). Името му идва от собственика на съседна воденица. В миналото в района са работили общо четири воденици, едната от които е запазена и до днес вдясно от горната страна на моста.
Мостът е едносводест и сводът му носи редица камъни (толити), редуващи се с фина декоративна керамика, която се отнася към византийския период. За да обслужва съвременните нужди на движещите се превозни средства, в даден палубата му е разширена към долната страна, като са добавени и защитни парапети, които променят първоначалния му изглед. В 2012 година са извършени обширни дейности по поддръжката, при които палубата му е покрита с плочи, а предпазните парапети са заменени с каменен парапет.